# 普里沃爾日耶區

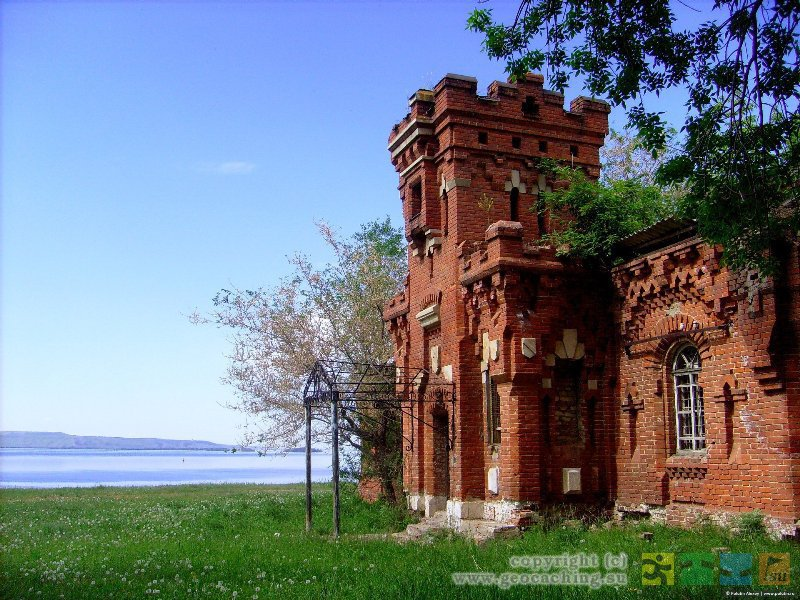

52°51′08″N 48°35′34″E / 52.85222°N 48.59278°E
普里沃爾日耶區（俄语：Приволжский район），是俄羅斯的一個區，位於該國西南部，由薩馬拉州負責管轄，面積1,379.3平方公里，2010年人口24,005，人口密度每平方公里17.4人。